# Selección de squash de Gales
La Selección de squash de Gales representa a Gales en las competiciones internacionales de equipos de squash, y está controlado por Squash Wales. Desde 1983, Gales ha participado en una final del Campeonato Mundial de Squash por Equipos, en 1999.

## Jugadores

### Equipo actual
- Peter Creed
- David Evans
- Joel Makin
- David Haley
- Nicholas Birt

## Participaciones
| Año   | Resultado        | Pos.              | PG             | PP             |
| ----- | ---------------- | ----------------- | -------------- | -------------- |
| 1981  | No se presentó   | No se presentó    | No se presentó | No se presentó |
| 1983  | Fase de grupos   | 11°               | 5              | 4              |
| 1985  | No se presentó   | No se presentó    | No se presentó | No se presentó |
| 1987  | Fase de grupos   | 13°               | 3              | 5              |
| 1989  | No se presentó   | No se presentó    | No se presentó | No se presentó |
| 1991  | No se presentó   | No se presentó    | No se presentó | No se presentó |
| 1993  | Fase de grupos   | 14°               | 4              | 1              |
| 1995  | Fase de grupos   | 9°                | 5              | 1              |
| 1997  | Fase de grupos   | 12°               | 1              | 5              |
| 1999  | Final            | Medalla de plata  | 3              | 3              |
| 2001  | Octavos de final | 9°                | 5              | 2              |
| 2003  | Cuartos de final | 5°                | 6              | 1              |
| 2005  | Cuartos de final | 8°                | 2              | 4              |
| 2007  | Octavos de final | 10°               | 5              | 2              |
| 2009  | Fase de grupos   | 21°               | 2              | 3              |
| 2011  | No se presentó   | No se presentó    | No se presentó | No se presentó |
| 2013  | No se presentó   | No se presentó    | No se presentó | No se presentó |
| 2015  | Cancelado        | Cancelado         | Cancelado      | Cancelado      |
| 2017  | Octavos de final | 14°               | 2              | 4              |
| 2019  | Semifinal        | Medalla de bronce | 4              | 2              |
| Total | 0 títulos        | 13/19             | 47             | 37             |

| Año   | Resultado       | Pos.              |
| ----- | --------------- | ----------------- |
| 1973  | Semifinal       | 4°                |
| 1974  | Semifinal       | 4°                |
| 1975  | Fuera del Top 4 | Fuera del Top 4   |
| 1976  | Fuera del Top 4 | Fuera del Top 4   |
| 1977  | Fuera del Top 4 | Fuera del Top 4   |
| 1978  | Fuera del Top 4 | Fuera del Top 4   |
| 1979  | Fuera del Top 4 | Fuera del Top 4   |
| 1980  | Semifinal       | 4°                |
| 1981  | Fuera del Top 4 | Fuera del Top 4   |
| 1982  | Fuera del Top 4 | Fuera del Top 4   |
| 1983  | Semifinal       | Medalla de bronce |
| 1984  | Fuera del Top 4 | Fuera del Top 4   |
| 1985  | Fuera del Top 4 | Fuera del Top 4   |
| 1986  | Fuera del Top 4 | Fuera del Top 4   |
| 1987  | Fuera del Top 4 | Fuera del Top 4   |
| 1988  | Semifinal       | 4°                |
| 1989  | Fuera del Top 4 | Fuera del Top 4   |
| 1990  | Fuera del Top 4 | Fuera del Top 4   |
| 1991  | Fuera del Top 4 | Fuera del Top 4   |
| 1992  | Fuera del Top 4 | Fuera del Top 4   |
| 1993  | Fuera del Top 4 | Fuera del Top 4   |
| 1994  | Fuera del Top 4 | Fuera del Top 4   |
| 1995  | Fuera del Top 4 | Fuera del Top 4   |
| 1996  | Fuera del Top 4 | Fuera del Top 4   |
| 1997  | Final           | Medalla de plata  |
| 1998  | Semifinal       | Medalla de bronce |
| 1999  | Semifinal       | Medalla de bronce |
| 2000  | Semifinal       | 4°                |
| 2001  | Semifinal       | 4°                |
| 2002  | Semifinal       | Medalla de bronce |
| 2003  | Semifinal       | Medalla de bronce |
| 2004  | Semifinal       | Medalla de bronce |
| 2005  | Semifinal       | 4°                |
| 2006  | Semifinal       | 4°                |
| 2007  | Semifinal       | 4°                |
| 2008  | Fuera del Top 4 | Fuera del Top 4   |
| 2009  | Semifinal       | Medalla de bronce |
| 2010  | Semifinal       | 4°                |
| 2011  | Fuera del Top 4 | Fuera del Top 4   |
| 2012  | Fuera del Top 4 | Fuera del Top 4   |
| 2013  | Fuera del Top 4 | Fuera del Top 4   |
| 2014  | Fuera del Top 4 | Fuera del Top 4   |
| 2015  | Fuera del Top 4 | Fuera del Top 4   |
| 2016  | Fuera del Top 4 | Fuera del Top 4   |
| 2017  | Fuera del Top 4 | Fuera del Top 4   |
| 2018  | Fuera del Top 4 | Fuera del Top 4   |
| 2019  | Fuera del Top 4 | Fuera del Top 4   |
| Total | 0 títulos       | 47/47             |